# Тампико (мост)
Тампи́ко (исп. Puente Tampico) — вантовый мост, открыт 17 октября 1988 года, связывает между собой Пуэбло-Вьехо (штат Веракрус) и Тампико (штат Тамаулипас). 

## Описание
Мост введён в эксплуатацию 17 октября 1988 года, был спроектирован профессором Модесто Армихо. Разработан с учётом сильных атлантических ураганов с Мексиканского залива, обрушивающих регулярно на данный регион. Эксплуатируется государственным предприятием Caminos y Puentes Federales. Мост имеет высоту 55 м над уровнем реки Пануко, что позволяет пропускать большие суда в речной порт Тампико.
На мосту используется ортотропная стальная палубная балка для центральной части основного пролёта длиной 360 м, в то время как остальная часть основного пролёта и короткие боковые пролёты представляют собой предварительно напряжённую бетонную балку. Как стальные, так и бетонные балки палубы имеют одинаковую внешнюю форму. Этот оригинальный принцип проектирования позже был использован для 756-метрового основного пролёта Пон-де-Нормандия, вантового моста во Франции.
Проект моста стал лауреатом Международной премии Пуэнте-де-Алькантара.

## Условия проезда
Максимально разрешённая скорость движения — 80 км/ч, остановки на мосту запрещены, стоимость проезда в одну сторону составляет 32 песо (по данным на 31 января 2017 года).